# 黑道中人
《黑道中人》（英語：The Alto Knights）是2025年上映的美国传记犯罪剧情片，由巴瑞·李文森执导，尼古拉斯·派勒吉编剧，演员阵容包括罗伯特·德尼罗、黛博拉·梅辛、柯斯莫·賈維斯、凯瑟琳·纳杜奇、邁克·瑞斯波利，其中德尼罗一人分饰两角，扮演活跃于1950年代的黑帮头目維多·吉諾維斯和弗兰克·科斯特洛。
电影于2025年3月21日在美国上映，由华纳兄弟电影发行，在影评圈收获褒贬不一的评价。票房方面，电影全球票房仅900万美元，而制片成本高达4500万至5000万美元，片子因此沦为票房炸弹。

## 剧情
自从充满野心的副手維多·吉諾維斯策划暗杀行动未遂，卢西亚诺犯罪家族的老大弗兰克·科斯特洛正处于人生的十字路口。他厌倦了打打杀杀、遭人被判的人生，向吉诺维斯透露退隐江湖的想法，计划主动交出对家族的控制权。然而，被野心和偏执冲昏头脑的维多不相信科斯特洛会交出权力，觉得他在设置圈套。于是乎，维多与科斯特洛互相猜忌的情绪就此爆发，挑起一场无声但致命的战争。
在猜忌心的驱使下，维多派人杀害了科斯特罗指定的接班人阿尔伯特·阿纳斯塔西亚，当时阿尔伯特正坐在理发师的椅子上。事件发生后，维多与科斯特洛本就脆弱的和平关系彻底破裂，科斯特洛意识到自己和妻子的性命随时不保，保全性命的唯一方法是要摧毁自己千辛万苦建立的犯罪帝国。
科斯特洛了解到，维多一直有当五大家族教父的野心，在偏执性格的驱使下，把维多当成自己称霸的障碍。维多心理扭曲，认为科斯特洛表面上是正人君子，内心狡猾，而且复仇心切，一定会就他策划暗杀行动未遂展开报复。然而，科斯特洛并没有野心，愿意打持久战。
科斯特洛策划了一个方案，这个方案比黑手党残酷准则中的简单报复行为更加大胆。维多结交许多实力强大的盟友，如果维多倒台，他的盟友一定会找到报复。有鉴于此，科斯特洛没有采用传统的谋杀路线，而选择采用更隐蔽、更阴险的方式，利用当局对黑手党日益严格的审查，精心诱使吉诺维斯入狱。计划的关键，就是决定命运的阿帕拉钦会议。尽管没有明确证据，但间接证据表明，科斯特洛向执法部门通风报信，告知他们纽约小镇阿帕拉钦聚集了强大的黑手党人物，维托打算在会议期间合法登上教父的王位。
接到线索的警方赶到小镇，将聚集的黑帮杀个措手不及，黑帮分子在慌乱中逃进树林，留下蛛丝马迹。警方仔细记录了车牌号码，20名出席会议的黑帮分子被起诉，罪名是对秘密集会的目的提供虚假陈述，犯下串谋妨碍司法公正罪。阿帕拉钦突袭行动也让美国黑手党内幕公之于众，引发前所未有的关注。几年后，维多贩卖海洛因入狱，在帮派内部彻底失势。科斯特洛则实现了他平静退休的梦想，安享晚年。

## 演员
- 罗伯特·德尼罗 饰：
  - 弗兰克·科斯特洛，卢西亚诺犯罪家族的老大
  - 維多·吉諾維斯，吉諾維斯犯罪家族的老大
- 黛博拉·梅辛 饰 鲍比·科斯特洛（Bobbie Costello），弗兰克的妻子
- 柯斯莫·賈維斯 饰 文森特·吉甘特（英语：Vincent Gigante），维多的打手
- 凯瑟琳·纳杜奇（英语：Kathrine Narducci） 饰 安娜·吉诺维斯（英语：Anna Genovese），维多的妻子
- 邁克·瑞斯波利 饰 阿尔伯特·阿纳斯塔西亚（英语：Albert Anastasia），甘比諾犯罪家族的老大，委员会成员，弗兰克的盟友[6]
- 迈克尔·阿德勒（Michael Adler）饰 查尔斯·托贝（英语：Charles W. Tobey），美国联邦参议员，美国参议院州际贸易犯罪调查特别委员会（英语：United States Senate Special Committee to Investigate Crime in Interstate Commerce）委员[7]
- 埃德·阿玛特鲁多（英语：Ed Amatrudo） 饰 鲁道夫·哈雷（英语：Rudolph Halley），位高权重的纽约市议员，与弗兰克关系密切[7]
- 乔·巴西诺（Joe Bacino）饰 喬·普羅法奇，普罗法奇犯罪家族（英语：Colombo crime family）头目，委员会成员[7]
- 詹姆斯·西科尼（英语：James Ciccone） 饰 卡羅·甘比諾，阿纳斯塔西亚的副手[8]
- 安东尼·J·加洛（Anthony J. Gallo）饰 湯米·盧凱塞，盧凱塞犯罪家族头目，委员会成员[7]
- 华莱士·朗翰（英语：Wallace Langham） 饰 埃斯蒂斯·凱弗維爾，资深美国联邦参议员[7]
- 贝尔蒙特·卡梅利（英语：Belmont Cameli） 饰 弗兰基·博伊（Frankie Boy）[9]
- 路易斯·穆斯蒂略（英语：Louis Mustillo） 饰 约瑟夫·博南诺（英语：Joseph Bonanno），博南诺犯罪家族（英语：Bonanno crime family）头目，委员会执行委员[7]
- 弗兰克·皮奇里洛（Frank Piccirillo）饰 理查德·博亚尔多（英语：Richard Boiardo），维多的首要执行者[7]
- 蒂姆·利文古德（Tim Livingood）饰 侍应丁[7]
- 马特·索维托（英语：Matt Servitto） 饰 乔治·沃尔夫（George Wolf），弗兰克的私人律师 [7]
- 罗伯特·乌里科拉（Robert Uricola）饰 安东尼·斯特罗洛（英语：Anthony Strollo），维多的左膀右臂[7]

## 制片
电影原名《Wise Guys》，早在1970年代便开始筹备，历经数十年，期间被多个主流电影制片厂否决。2022年5月，华纳兄弟电影启动电影制作工程，同年8月给出綠燈。电影由巴瑞·李文森执导，尼古拉斯·派勒吉编剧，罗伯特·德尼罗一人扮演两位主角。2022年10月，黛博拉·梅辛和凯瑟琳·纳杜奇加盟剧组。2023年1月，柯斯莫·賈維斯加盟剧组。
剧组给1950年代生产的轿车和卡车贴上塑料车衣，让车子有焕然一新的观感。主体拍摄于2022年12月在俄亥俄州启动，剧组包下了格林縣的35号国道路段，以及辛辛那提地区的123号州道，之后在辛辛那提郊区取景。2023年10月，电影更名《Alto Knights》；在2025年1月公布的预告片中，电影正式定名《The Alto Knights》。

## 发行
电影于2025年3月21日上映，此前计划在2024年2月2日上映，后推迟至2024年11月15日，为华纳兄弟动画的《托托》让路。受2023年美国演员大罢工影响，华纳兄弟将档期推迟至2025年。

## 反响

### 票房
截至2025年4月9日，《黑道中人》北美票房累计610万美元，海外票房350万美元，全球票房攻击960万美元。《綜藝》估计《黑道中人》与华纳兄弟另一部票房炸弹之作《米奇17號》（预估亏损7500万至8000万美元）给华纳兄弟带来1.1亿美元亏损。
北美方面，电影与《白雪公主》《异世降临》同日上映，首周末登陆2651家影院，预计票房200万到300万美元。最终实收票房320万美元，位列票房榜第六名；观众层方面，77%的观众在35岁以上，58%为男性。次周末票房110万美元，同比下跌65%，上映电影院从2480家下跌至171家，同比下降93.9%，位列影史缩映榜第11位。

### 专业评价
根据評論匯總网站爛番茄汇总的139篇评论文章，39%的评论家给予该作正面评价，平均打分为5.2分（满分10分）。该网站总结的评论家共识是“《黑道中人》翻版了黑帮电影老套桥段，有一定质量，但乏味，同时德尼罗与德尼罗之间的较量并未分出真正的胜者。” 在Metacritic上，41位影評人共給予了47分的分數（滿分100分），這部電影獲得了「評價褒貶不一或一般」。影院评分观众评分“B”（评级从A+到F），PostTrak观众推荐度为44%。